# Хино, Юки
Юки Хино (яп. 日野ユキヱ; 17 апреля 1902 года — 13 января 2017 года, Садо, префектура Ниигата, Япония) — японская полностью верифицированная долгожительница.

## Биография
Юки Хино родилась 17 апреля 1902 года. Всю жизнь она прожила в городе Садо, что на острове Садо в префектуре Ниигата, Япония. Она была седьмым старейшим ныне живущим человеком в мире, после того как была верифицирована Группой геронтологических исследований.
Юки Хино умерла 13 января 2017 года в городе Садо, префектура Ниигата, Япония в возрасте 114 лет и 271 день. Она была последней японкой, которая родилась в 1902 году, а также самым старым ныне живущим человеком в префектуре Ниигата. После её смерти этот титул перешел к Кику Усаме, которая прожила 113 лет и 178 дней.

## См.также
- Долгожитель
- Список старейших женщин
- Список старейших людей в мире
- Список долгожителей Японии